# Shadowplay (Star Trek: Deep Space Nine)
"Shadowplay" és el setzè episodi de la segona temporada de la sèrie de televisió de ciència-ficció estatunidenca Star Trek: Deep Space Nine, el 36è de tota la sèrie. Originalment es va emetre en redifusió a partir del 21 de febrer de 1994. L'episodi va ser dirigit per Robert Scheerer amb un guió de Robert Hewitt Wolfe.
Ambientada al segle XXIV, la sèrie segueix les aventures a Espai Profund 9, una estació espacial situada prop d'un forat de cuc estable entre els Quadrants Alfa i Gamma de la Via Làctia, prop del planeta Bajor, mentre els bajorans es recuperen d'una brutal ocupació de dècades pels imperialistes cardassians. En aquest episodi, el cap de seguretat  canviforme d'Espai Profund 9, Odo, i l'oficial científica Jadzia Dax investiguen les misterioses desaparicions de la població d'un poble del Quadrant Gamma; mentrestant, la major Kira té una relació sentimental amb el sacerdot bajorà Vedek Bareil.

## Argument
Dax i Odo investiguen un inusual camp de partícules que emana d'un planeta del Quadrant Gamma; descobreixen que el camp prové del generador d'energia d'un petit poble. El magistrat del poble, Colyus, els diu que 22 persones han desaparegut sense deixar rastre en els darrers dies. Odo i Dax s'ofereixen a ajudar a investigar les desaparicions; però el vilatà més gran,  Rurigan, sembla poc convençut que mai es trobin els vilatans.
L'endemà, l'Odo entrevista la néta d'en Rurigan, Taya, la mare de la qual ha desaparegut. Tots dos troben punts en comú en què tots dos són orfes; durant la conversa, Taya revela que els vilatans mai no abandonen la seva vall. Rurigan assegura a Odo que buscar més enllà de la vall no tindria sentit. Pel que sembla, ningú ha pensat a buscar més enllà de la vall ni ha considerat mai abandonar-la.
Taya porta Odo i Dax a la vora de la vall. Quan Dax abandona la vall, un dispositiu del poble desapareix de la seva mà. Taya s'estén més enllà de la vora de la vall i el seu braç comença a desaparèixer. Els tres tornen al poble per compartir les seves troballes: tot el poble, inclosos els seus ciutadans, és un holograma creat pel camp de partícules del reactor. El reactor ha caigut en mal estat i s'està espatllant, fent que els vilatans desapareguin un per un.
Convencen els vilatans que deixin que Dax tanqui el reactor i el repari abans que deixi de funcionar completament. Quan ho fa, el poble i tots els vilatans desapareixen, excepte Rurigan. Ell explica que quan un imperi alienígena conegut com el Domini va arribar al seu planeta natal, va fugir a un planeta abandonat i va recrear el món que havia perdut; però ara admet que res d'això era real. Tanmateix, Odo argumenta que Taya i els altres són reals i mereixen una oportunitat de viure. Dax i Rurigan reparen el reactor, restaurant el poble, incloses les persones desaparegudes. Abans que ell i Dax marxin, Odo s'adona de com de prop s'ha acostat a Taya i demostra les seves habilitats transformant-se en una joguina amb què Taya jugava abans.
Mentrestant, de tornada a Espai Profund 9, la major Kira comença un romanç amb Vedek Bareil; el taverner Quark va fer convidar Bareil a l'estació per distreure Kira d'una operació criminal que estava planejant, però ella veu a través del pla i deté el còmplice de Quark. Jake Sisko comença a prendre lliçons d'enginyeria de Miles O'Brien, però finalment admet al seu pare que no vol unir-se a la Flota Estel·lar.

## Actors convidats
- Philip Anglim - Vedek Bareil
- Noley Thornton - Taya
- Kenneth Mars - Colyus
- Kenneth Tobey - Rurigan

## Recepció
A la crítica de la segona temporada d'IGN, van dir que aquest i "The Alternate" eren "bons episodis d'Odo".
El 2013, Tor.com va dir que aquest era un "episodi magníficament construït" que explorava la idea d'expectatives subvertides, i va qualificar l'episodi amb un 8 sobre 10.

## Llançaments
Aquest i "Paradise" es van publicar en VHS al Regne Unit emparellats en un casset (VHR 2871).
L'1 d'abril de 2003, la segona temporada de Star Trek: Deep Space Nine es va publicar en discs de vídeo DVD, amb 26 episodis en set discs.
Aquest episodi es va publicar el 2017 en DVD amb la sèrie completa en caixa recopilatòria, que tenia 176 episodis en 48 discs.